# ブレナン・マローン
ブレナン・ラッセル・マローン（Brennan Russell Malone, 2000年9月8日 - ）は、アメリカ合衆国ノースカロライナ州マシューズ出身のプロ野球選手（投手）。右投右打。MLBのピッツバーグ・パイレーツ傘下所属。

## 経歴

### プロ入りとダイヤモンドバックス傘下時代
2019年のMLBドラフト1巡目追補（全体33位）でアリゾナ・ダイヤモンドバックスから指名され、予定していたノースカロライナ大学への進学を取り止めプロ入り。契約金は220万ドル。傘下のルーキー級アリゾナリーグ・ダイヤモンドバックスでプロデビューし、シーズン途中にA-級ヒルズボロ・ホップスに昇格。2チーム合計で7試合（先発3試合）に登板して1勝2敗、防御率4.50、8奪三振の成績を記録した。

### パイレーツ傘下時代
2020年1月27日にスターリング・マルテとのトレードで、リオバー・ペゲーロと共にピッツバーグ・パイレーツへ移籍した。この年は新型コロナウイルスの影響でマイナーリーグの試合が開催されなかった。
2021年は傘下のA級ブレイデントン・マローダーズで開幕を迎えた。